# Ya'qub-i Laith Saffari

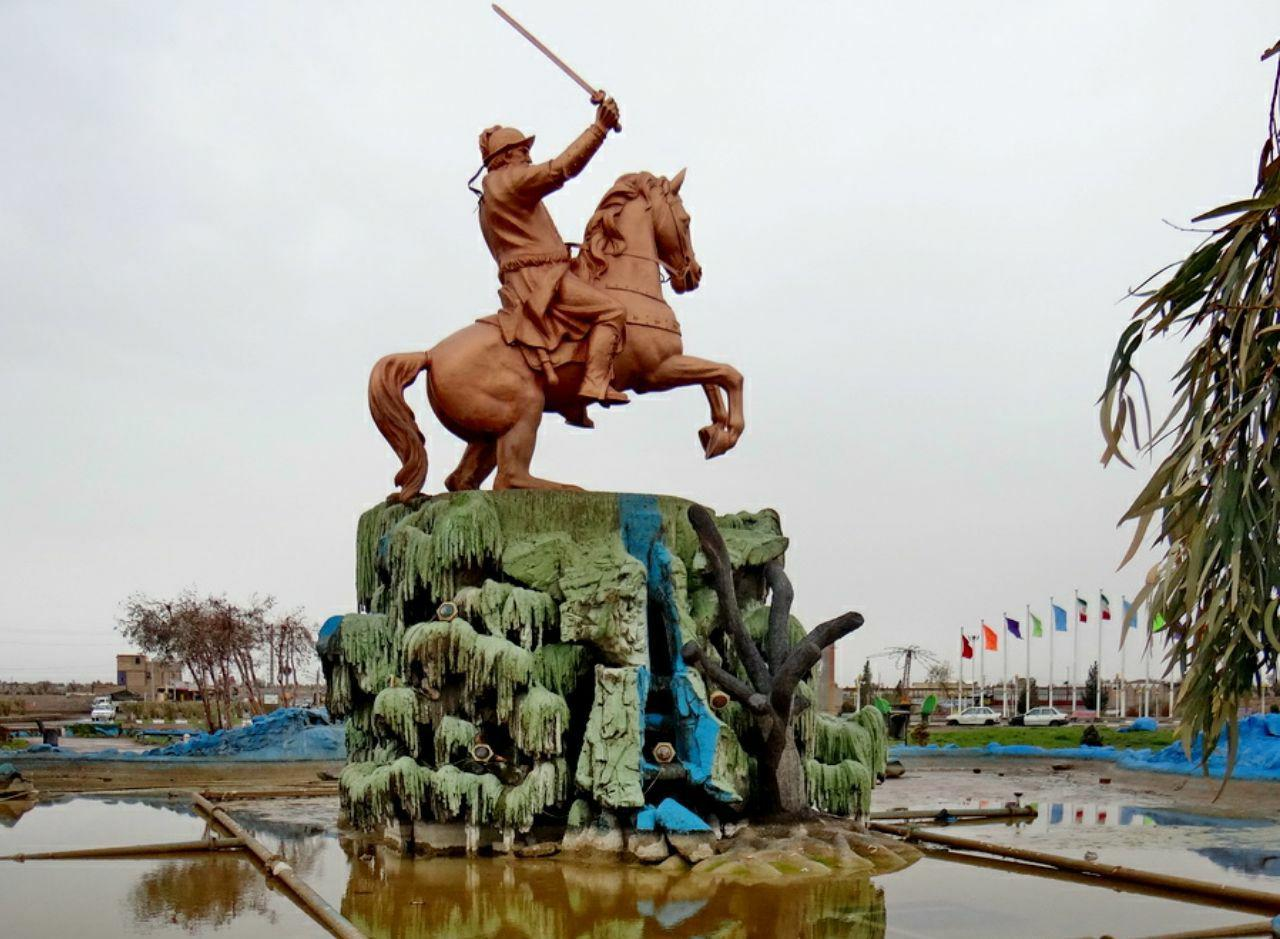
Estatua de Ya'qub en Dezful (Irán)

Ya'qub bin Laith as-Saffar o Ya'qub-i Laith Saffari o, simplemente, Saffar (840-879) (persa یعقوب لیث صفاری ) fue el fundador de la dinastía safárida en Sistán, con su capital en Zaranj (una ciudad que hoy está en el suroeste de Afganistán). Gobernó territorios que hoy están en Irán, Afganistán y Pakistán.

## Primeros años
Ya'qub's nació en una familia plebeya de Qarnin, una pequeña aldea en Sistán. Se movió a la ciudad de Zaranj y trabajó el cobre, mientras su hermano Amr bin Laith (quien más tarde se convirtió en su sucesor) trabajó alquilando mulas. Comenzó su campaña como bandolero (ayyar) La traducción exacta de "ayyar" no es realmente bandido sino más bien una especie de protectores de los pobres y buscadores de la libertad; pues no hay traducción directa de este término en muchos idiomas lo más cercano sería algo así como "caballero" que con su lealtad y valentía podían proteger a los pobres y formaba su propio ejército. En las historias del folclore iranio, Ya'qub es considerado un Robin Hood iranio debido a que robaba a los ricos para ayudar a los pobres.

## Dinastía safárida

Nombres de regiones históricas durante la dinastía safárida en los siglos y.

Llamó la atención del califato abasí al conquistar territorios no musulmanes en el este, que ahora son en su mayor parte de Afganistán y Pakistán. Entonces comenzó a actuar como un gobernante independiente y con el tiempo tuvo éxito al ganar control de mucho de lo que hoy es Irán, Afganistán y grandes partes de Pakistán. Se convirtió en el monarca soberano de la primera dinastía irania después de la conquista islámica árabe. En muchos casos, los pueblos que conquistaba se habían rebelado contra sus señores islámicos y vuelto a formas precedentes de religión.
De su capital Zaranj, conquistó una vasta región que incluyó: el valle de Kabul, Sind, Tocaristán, Makrán (Beluchistán), Kermán, Fars y Jorasán. Intentó conquistar Bagdad pero fue derrotado por las fuerzas del califa al-Mu'tamid. Fue durante su gobierno que el persa fue introducido como un idioma oficial, acabando con la influencia invasiva del idioma árabe. Laith ha alcanzado el rango de héroe popular histórico debido a que en su corte comenzó la revitalización del persa después de dos siglos de dominación árabe.